# Hnutí pěti hvězd

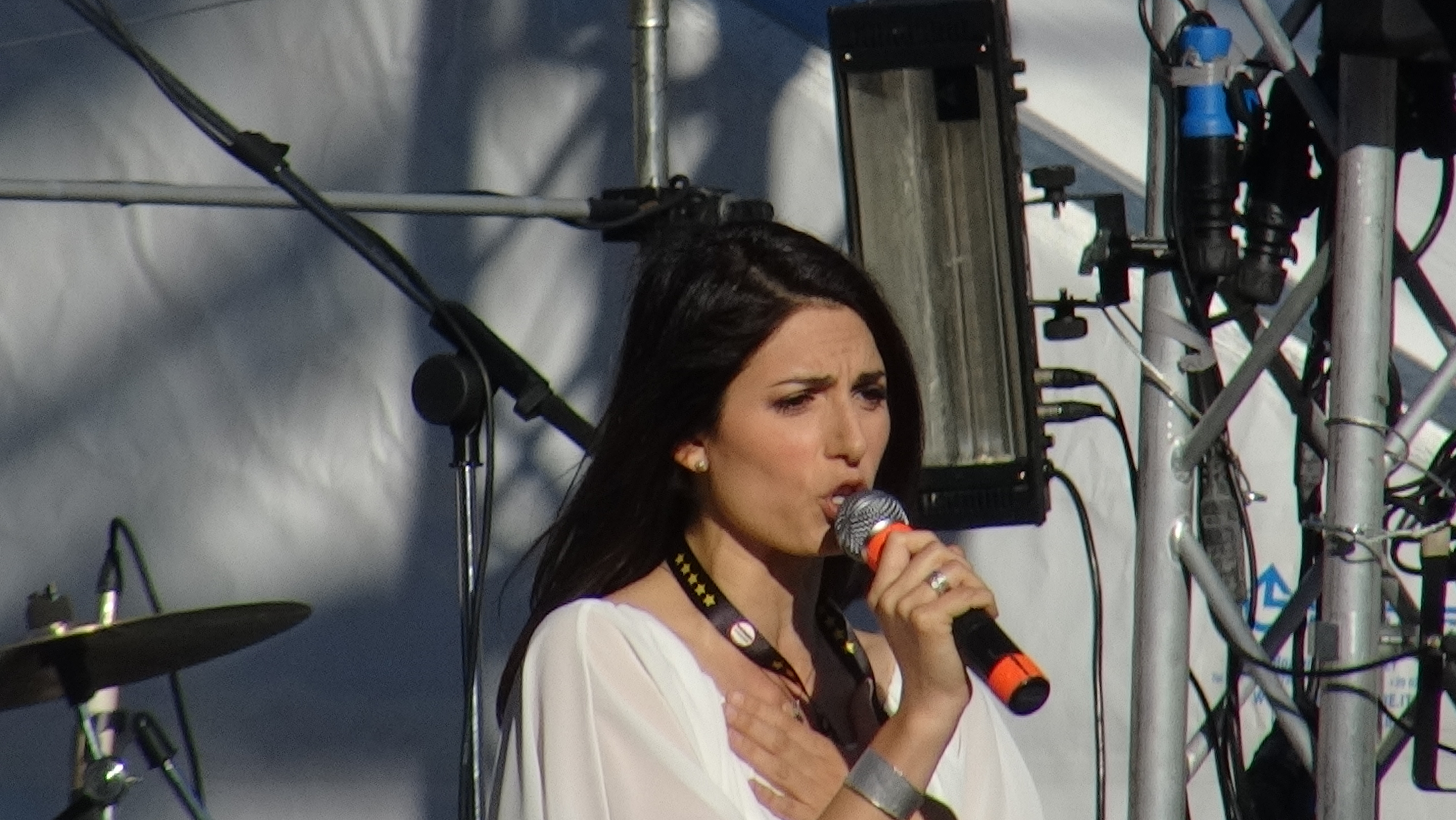
Virginia Raggi, starostka Říma za Hnutí pěti hvězd v letech 2016-2021

Hnutí pěti hvězd (italsky Movimento 5 Stelle, M5S) je politická strana v Itálii, kterou založili populární komik a blogger Beppe Grillo a webový stratég Gianroberto Casaleggio 4. října 2009. V současnosti vede hnutí Giuseppe Conte.

## Ideologie
Hnutí je považováno za ekologické (environmentalistické) a (hlavně v minulosti) za populistické, antisystémové a euroskeptické.
V roce 2009 přijalo M5S tzv. Florentinskou chartu (Carta di Firenze), podle níž se
staví proti tradiční stranické politice a odmítá zařazení do pravolevého politického spektra. Pět hvězdiček v názvu a logu strany je odkaz na pět klíčových otázek pro stranu: veřejná voda, udržitelná doprava, trvale udržitelný rozvoj, právo na přístup k internetu a environmentalismus. Strana dále prosazuje elektronickou a přímou demokracii, omezení byrokracie, myšlenky nerůstu a míru. V zahraniční politice hnutí odsuzuje vojenské intervence Západu (NATO) v Afghánistánu, Iráku a Libyi a staví se proti americké intervenci v Sýrii.

### Ideologická proměna
Zvláště od zvolení Giuseppa Conteho lídrem nicméně hnutí ztrácí původní antisystémový nádech a posunuje se do proevropských pozic. Podle Hospodářských novin se M5S posunuje z radikálních protestních pozic směrem k umírněné levici. Hnutí také otevřeně spolupracuje s Demokratickou stranou proti pravici Podle analýzy Evropského konsorcia pro politický výzkum je Hnutí pěti hvězd na cestě stát se mainstreamovou středolevicovou proevropskou stranou.

## Historie

### Počátky
Za počátečním politickým vzestupem a volebními výsledky Hnutí pěti hvězd stál 42letý milánský mediální podnikatel Davide Casaleggio, který vlastní internetovou firmu Casaleggio Associati. Tuto firmu a vliv na M5S zdědil po svém otci Gianrobertovi Casaleggiovi, který zemřel v roce 2016 ve věku 61 let. Casaleggio senior byl spřátelen s formálním zakladatelem M5S Beppem Grillem, kterému dopomohl k úspěšnému vytvoření jeho velmi vyhledávaného blogu. Grillo se mezitím stáhl z každodenní práce v hnutí a přenechal vůdčí pozici 32letému Luigimu Di Maio z Neapole. Davide Casaleggio založil po smrti svého otce nadaci, provozující internetový portál „Rousseau“ (pojmenovaný po Jeanu-Jacquesovi Rousseauovi, velkém francouzském filosofovi 18. století). Tento portál je nejdůležitějším nástrojem politické práce Hnutí pěti hvězd.
V parlamentních volbách v roce 2013 se Hnutí pěti hvězd stalo druhou nejsilnější stranou v italském parlamentu (získalo 109 ze 630 mandátů) a skončilo v opozici. V Evropském parlamentu bylo M5S součástí politického uskupení Evropa svobody a přímé demokracie, mezi něž patří Strana nezávislosti Spojeného království nebo Strana svobodných občanů. Roku 2019 ale tuto frakci opustilo a v současnosti jeho europoslanci zasedají jako nezařazení.

### Volby 2018 a Conteho vlády
V parlamentních volbách v březnu 2018 získalo M5S 227 mandátů v Poslanecké sněmovně a 112 v Senátu. S tímto volebním výsledkem se Hnutí pěti hvězd stalo nejsilnější politickou stranou v Itálii. Jakožto politický subjekt sice zvítězila středopravicová koalice, tvořená zejména stranami Liga Severu a Forza Italia, ale nová italská vláda pod vedením Giuseppa Conteho jako kandidáta M5S byla v červnu 2018 vytvořena ze zástupců M5S a Ligy severu. Luigi Di Maio se stal místopředsedou vlády a ministrem pro dva důležité rezorty, ministerstvo pro hospodářský rozvoj a ministerstvo práce a sociální politiky. Po odchodu Ligy z koalice M5S vytvořilo nový vládní půdorys s Demokratickou stranou a Luigi Di Maio se stal ministrem zahraničních věcí.
Během vládní krize v září 2019 nicméně Liga opustila vládu, což otevřelo dveře k překvapivému vytvoření koalice Hnutí pěti hvězd a stran Středolevicové koalice, zejména Demokratické strany. V jejím čele zůstal Giuseppe Conte.

### Vláda Maria Draghiho
V lednu 2021 ale z vlády odešla menší koaliční strana Italia Viva Mattea Renziho; kabinet tím přišel o většinu. Krize skončila vytvořením vlády Maria Draghiho, do níž vstoupila většina významných politických stran z celého ideologického spektra, a to včetně Hnutí pěti hvězd, které si tak zachovalo vládní zastoupení.
Giuseppa Conteho, který musel opustit úřad premiéra, zakladatel M5S Beppe Grillo vzápětí požádal, aby do hnutí vstoupil a reorganizoval jej. Conte nabídku přijal; během první poloviny roku 2021 se ale začaly objevovat příkré rozpory mezi Conteho Grillovou koncepcí hnutí. Ty byly vyřešeny hlasováním členů 4. srpna, kdy se pro Conteho návrh nových stanov vyslovilo téměř devadesát procent hlasujících. O dva dny později byl Conte s více než devadesáti procenty hlasů zvolen lídrem, ukončuje tak období bezvládí a sporů, kdy M5S vedl pověřený lídr Vito Crimi. Přijetím nových stanov se Hnutí pěti hvězd fakticky přeměnilo na klasickou politickou stranu.

### Krize hnutí
V komunálních volbách na podzim 2021 zažilo hnutí debakl, když ztratilo radnice v Římě a Turíně. Konkrétně v Římě skončila dosavadní starostka za M5S Virginia Raggi v prvním kole až na čtvrtém místě. Od první poloviny roku 2022 pak hnutí zažívá vnitřní krizi, když jeho volební preference klesají až k 10 %, tj. zhruba na třetinu volebního výsledku z roku 2018. Zároveň se začaly projevovat spory mezi předsedou Contem a bývalým předsedou a ministrem zahraničí Luigim Di Maiem. Ty vyvrcholily v červnu 2022, kdy Di Maio M5S opustil. Spolu s ním do jeho nové strany Společně pro budoucnost odešlo asi 50 poslanců a 10 senátorů. Jako bezprostřední důvod odchodu uvedl odpor Conteho k dodávkám zbraní Ukrajině na obranu před ruskou invazí.
V červenci 2022 Hnutí pěti hvězd odstartovalo vládní krizi, když v Poslanecké sněmovně hlasovalo proti vládě. V reakci na to podal premiér Mario Draghi demisi.

## Seznam lídrů
- Beppe Grillo (2009-2017)
- Luigi Di Maio (2017-2020)
- Vito Crimi (2020-2021, pověřený)
- Giuseppe Conte (od 2021)

## Volební výsledky

### Poslanecká sněmovna
| Volby | Hlasy      | Hlasy | Mandáty | Mandáty | Pozice | Postavení |
| Volby | Abs.       | %     | Abs.    | ±       | Pozice | Postavení |
| ----- | ---------- | ----- | ------- | ------- | ------ | --------- |
| 2013  | 8 691 406  | 25.6  | 109/630 | ▲109    | ▲2.    | Opozice   |
| 2018  | 10 732 066 | 32.7  | 227/630 | ▲118    | ▲1.    | Vláda     |
| 2022  | 4 333 972  | 15.4  | 52/400  | ▼       | ▼4.    | Opozice   |

### Senát
| Volby | Hlasy     | Hlasy | Mandáty | Mandáty | Pozice |
| Volby | Abs.      | %     | Abs.    | ±       | Pozice |
| ----- | --------- | ----- | ------- | ------- | ------ |
| 2013  | 7 285 648 | 23.8  | 54/315  | ▲54     | ▲3.    |
| 2018  | 9 733 928 | 32.2  | 112/315 | ▲58     | ▲1.    |
| 2022  | 4 285 894 | 15.6  | 28/200  | ▼       | ▼4.    |

### Evropský parlament
| Volby | Hlasy     | Hlasy | Mandáty | Mandáty | Pozice |
| Volby | Abs.      | %     | Abs.    | ±       | Pozice |
| ----- | --------- | ----- | ------- | ------- | ------ |
| 2014  | 5 807 362 | 21.2  | 17/73   | ▲17     | ▲2.    |
| 2019  | 4 569 089 | 17.1  | 14/76   | ▼3      | ▼3.    |